# فانهوتية غردنرية
فانهوتية غردنرية (الاسم العلمي:Vanhouttea gardneri) هي نوع من النباتات تتبع جنس الفانهوتية من الفصيلة الغزنرية.